# Comuna Kranjska Gora
Kranjska Gora (Občina Kranjska Gora) este o comună din Slovenia, cu o populație de 5.247 de locuitori (2002).

## Localități
Belca, Dovje, Gozd Martuljek, Kranjska Gora, Log, Mojstrana, Podkoren, Rateče, Srednji vrh, Zgornja Radovna